# Narazaki Szeigó
Narazaki Szeigó (Kasiba, 1976. április 15. –) japán válogatott labdarúgó.
A japán válogatott tagjaként részt vett az 1998-as, a 2002-es, a 2006-os és a 2010-es világbajnokságon.

## Statisztika
| Japán válogatott | Japán válogatott | Japán válogatott |
| Időszak          | Mérk.            | gól              |
| ---------------- | ---------------- | ---------------- |
| 1998             | 2                | 0                |
| 1999             | 3                | 0                |
| 2000             | 9                | 0                |
| 2001             | 1                | 0                |
| 2002             | 10               | 0                |
| 2003             | 12               | 0                |
| 2004             | 9                | 0                |
| 2005             | 4                | 0                |
| 2006             | 0                | 0                |
| 2007             | 1                | 0                |
| 2008             | 12               | 0                |
| 2009             | 6                | 0                |
| 2010             | 8                | 0                |
| Összesen         | 77               | 0                |